# Conquereuil

Localització de Conquereuil

Conquereuil (en bretó Konkerel) és un municipi francès, situat a la regió de país del Loira, al departament de Loira Atlàntic, que històricament va formar part de la Bretanya. L'any 2006 tenia 1.011 habitants. Limita amb Pierric, Guémené-Penfao, Marsac-sur-Don i Derval. La població fou coneguda també com a Conquereaux o Concruz i fou escenari d'una important batalla el 27 de juny del 992.

## Demografia
| 1962                                       | 1968  | 1975 | 1982 | 1990 | 1999 |
| ------------------------------------------ | ----- | ---- | ---- | ---- | ---- |
| 958                                        | 1.048 | 959  | 929  | 893  | 955  |
| Des de 1962: població sense dobles comptes |       |      |      |      |      |

## Administració
| Període   | Identitat    | Partit        |
| --------- | ------------ | ------------- |
| 2001-2008 | Paul Moineau | Divers droite |
| 2008-     | Jean Perraud |               |

## Personatges il·lustres
- Conan I el borni, duc de Bretanya